# Mont Numanohara
Le mont Numanohara (沼ノ原山, Numa-no-hara-yama)  est une montagne culminant à 1 506 m d'altitude dans les monts Ishikari de l'île de Hokkaidō au Japon.